# Sporting Clube de Portugal 2015-2016
Questa voce raccoglie le informazioni riguardanti lo Sporting Clube de Portugal nelle competizioni ufficiali della stagione 2015-2016.

## Stagione
La stagione 2015-2016 dello Sporting CP è l'82ª in Primeira Liga. La squadra è allenata dall'ex tecnico del Benfica Jorge Jesus. Il primo incontro stagionale per i biancoverdi è stato proprio contro i rivali cittadini del Benfica nella Supertaça Cândido de Oliveira in qualità di vincitori della Taça de Portugal. I Leões si sono imposti per una rete a zero allo stadio di Algarve, conquistando il primo trofeo stagionale.

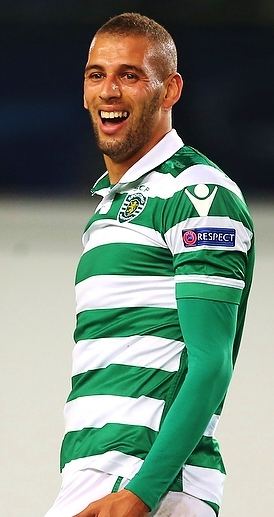
Islam Slimani (capocannionere dei biancoverdi) nella partita contro il CSKA

In campionato alla prima uscita contro il CD Tondela, sul neutro di Aveiro, lo Sporting raccoglie i primi tre punti vincendo 2-1. L'esordio in casa termina con un pari (1-1) contro il Paços de Ferreira. La prima vittoria in casa (1-0) arriva alla quinta giornata contro il Nacional e serve a consolidare il primato insieme al Porto. Il 25 ottobre, con la vittoria esterna per 3-0 sul Benfica, lo Sporting si porta da solo in testa alla classifica. Nel girone di ritorno il Benfica si impone per una rete a zero allo stadio José Alvalade e sorpassa i rivali concittadini.
L'andata dei play-off in Champions League inizia bene, con la vittoria per 2-1 in casa contro il CSKA Mosca. Il ritorno però vede la sconfitta per 1-3 e la conseguente "retrocessione" in Europa League.
Il 28 agosto, a Montecarlo, sono stati effettuati i sorteggi che comporranno la fase a gironi della UEFA Europa League 2015-2016. Lo Sporting ha pescato il Beşiktaş, la Lokomotiv Mosca e lo Skënderbeu. L'esordio è subito amaro per i leões che perdono 1-3 in casa con la Lokomotiv, che interrompe così la striscia positiva di risultati casalinghi.
Il 22 ottobre arriva la prima vittoria in Europa League, ai danni dello Skënderbeu, per 5-1. La prima vittoria esterna in Europa giunge il 26 novembre, per 4-2, in casa della Lokomotiv Mosca. Con la vittoria per 3-1 sul Besiktas, lo Sporting si qualifica come seconda nel girone ai sedicesimi di Europa League. Ai sedicesimi di finale, lo Sporting se la vede con i tedeschi del Bayer Leverkusen, proveniente dalla Champions League. Con un risultato complessivo di 1-4 il Bayer elimina i biancoverdi dalla competizione.
Il 17 ottobre lo Sporting esordisce da detentore in Taça de Portugal e batte 4-0 il Vilafranquense. Il 21 novembre ottiene il passaggio agli ottavi di finale, battendo 2-1 il Benfica ai supplementari. Agli ottavi di finale si interrompe il cammino dei campioni in carica, perdendo sul campo dello Sporting Braga per 4-3 dopo i tempi supplementari.
Il 26 gennaio, nonostante la vittoria per 1-0 sull'Arouca, lo Sporting viene eliminato dalla Taça da Liga. La squadra biancoverde ha collezionato 6 punti, contro i 9 del Portimonense.

## Maglie e sponsor
|  | Casa |  | Trasferta |  | Terza maglia |

## Rosa

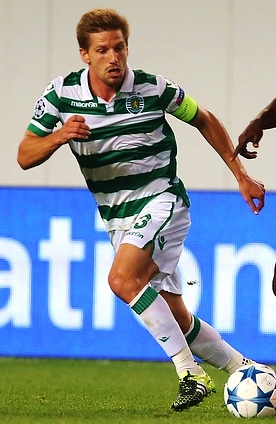
Adrien Silva, il capitano dello Sporting

La rosa e la numerazione sono tratte dal sito ufficiale dello Sporting Lisbona e sono aggiornate al 31 gennaio 2016
| N. |                       | Ruolo | Calciatore         |
| -- | --------------------- | ----- | ------------------ |
| 1  | Portogallo (bandiera) | P     | Rui Patrício       |
| 2  | Italia (bandiera)     | D     | Ezequiel Schelotto |
| 3  | Argentina (bandiera)  | D     | Jonathan Silva     |
| 4  | Brasile (bandiera)    | D     | Jefferson          |
| 5  | Brasile (bandiera)    | D     | Ewerton            |
| 6  | Italia (bandiera)     | C     | Alberto Aquilani   |
| 8  | Giappone (bandiera)   | A     | Junya Tanaka       |
| 9  | Algeria (bandiera)    | A     | Islam Slimani      |
| 10 | Colombia (bandiera)   | A     | Fredy Montero      |
| 11 | Brasile (bandiera)    | C     | Bruno César        |
| 13 | Uruguay (bandiera)    | D     | Sebastián Coates   |
| 14 | Portogallo (bandiera) | C     | William Carvalho   |
| 15 | Portogallo (bandiera) | D     | Paulo Oliveira     |
| 17 | Portogallo (bandiera) | C     | João Mário         |
| 18 | Perù (bandiera)       | A     | André Carrillo     |
| 19 | Colombia (bandiera)   | A     | Teófilo Gutiérrez  |

| N. |                        | Ruolo | Calciatore              |
| -- | ---------------------- | ----- | ----------------------- |
| 20 | Costa Rica (bandiera)  | C     | Bryan Ruiz              |
| 21 | Portogallo (bandiera)  | D     | João Pereira            |
| 22 | Brasile (bandiera)     | P     | Marcelo Boeck           |
| 23 | Portogallo (bandiera)  | C     | Adrien Silva (capitano) |
| 26 | Slovenia (bandiera)    | P     | Ažbe Jug                |
| 28 | Portogallo (bandiera)  | C     | André Martins           |
| 29 | Argentina (bandiera)   | A     | Hernán Barcos           |
| 30 | Brasile (bandiera)     | C     | Bruno Paulista          |
| 31 | Paesi Bassi (bandiera) | C     | Marvin Zeegelaar        |
| 35 | Portogallo (bandiera)  | D     | Rúben Semedo            |
| 36 | Portogallo (bandiera)  | A     | Carlos Mané             |
| 44 | Brasile (bandiera)     | D     | Naldo                   |
| 47 | Portogallo (bandiera)  | D     | Ricardo Esgaio          |
| 55 | Portogallo (bandiera)  | D     | Tobias Figueiredo       |
| 60 | Portogallo (bandiera)  | A     | Gelson Martins          |
| 73 | Brasile (bandiera)     | A     | Matheus Pereira         |

## Risultati

### Primeira Liga

#### Girone d'andata
| Arbitro: | Carlos Xistra (Castelo Branco) |

|                |           |                                     |
| L. Alberto 58’ | Marcatori | 15’ J. Mário 90+8’ (rig.) Adrien S. |

| Arbitro: | Manuel Oliveira (Porto) |

|              |           |                 |
| Carrillo 41’ | Marcatori | 80’ (rig.) Pelé |

| Arbitro: | Bruno Esteves (Setúbal) |

|                    |           |                                            |
| Rabiola 33’ (rig.) | Marcatori | 6’ C. Mané 24’ Slimani 83’ (rig.) Aquilani |

| Arbitro: | Hugo Miguel (Lisbona) |

|             |           |                                  |
| Yazalde 69’ | Marcatori | 10’ (rig.) Adrien S. 39’ Slimani |

| Arbitro: | Fábio Veríssimo (Leiria) |

|             |           |  |
| Montero 86’ | Marcatori |  |

| Porto 26 settembre 2015, ore 20:45 WEST 6ª giornata | Boavista            | 0 – 0 referto | Sporting Lisbona | Estádio do Bessa Século XXI (9 373 spett.)\| Arbitro: \| Soares Dias (Porto) \| |
| Arbitro:                                            | Soares Dias (Porto) |               |                  |                                                                                 |

| Arbitro: | Rui Costa (Porto) |

|                                             |           |           |
| Slimani 12’, 58’, 78’ Teo 24’ Adrien S. 60’ | Marcatori | 82’ Josué |

| Arbitro: | Carlos Xistra (Castelo Branco) |

|  |           |                              |
|  | Marcatori | 9’ Teo 21’ Slimani 36’ Bryan |

| Arbitro: | Jorge Ferreira (Braga) |

|                |           |  |
| Teo 55’ (rig.) | Marcatori |  |

| Arbitro: | Cosme Machado (Braga) |

|  |           |             |
|  | Marcatori | 90’ Slimani |

| Arbitro: | Soares Dias (Porto) |

|                      |           |  |
| William 90+4’ (rig.) | Marcatori |  |

| Arbitro: | Rui Costa (Porto) |

|  |           |               |
|  | Marcatori | 53’ Adrien S. |

| Arbitro: | Nuno Almeida (Algarve) |

|                                     |           |                       |
| Gelson 29’ Aquilani 37’ Slimani 58’ | Marcatori | 80’ (rig.) R. Martins |

| Arbitro: | Vasco Santos (Porto) |

|             |           |  |
| D. Dias 69’ | Marcatori |  |

| Arbitro: | Hugo Miguel (Lisbona) |

|                  |           |  |
| Slimani 27’, 85’ | Marcatori |  |

| Arbitro: | Jorge Ferreira (Braga) |

|  |           |                                                              |
|  | Marcatori | 18’, 52’ Slimani 41’, 60’ B. César 58’ J. Mario 85’ Aquilani |

| Arbitro: | Manuel de Sousa (Porto) |

|                                       |           |                         |
| Adrien S. 58’ Montero 76’ Slimani 90’ | Marcatori | 40’ Wilson 45’ R. Silva |

#### Girone di ritorno
| Arbitro: | Luís Ferreira (Braga) |

|                        |           |                                |
| Slimani 54’ Gelson 61’ | Marcatori | 31’ (rig.) Nathan 85’ Chamorro |

| Arbitro: | Soares Dias (Porto) |

|                |           |                               |
| B. Moreira 82’ | Marcatori | 40’ B. César 63’, 84’ Slimani |

| Arbitro: | Cosme Machado (Braga) |

|                                     |           |                                 |
| Adrien S. 30’ Bryan 43’ Montero 83’ | Marcatori | 8’ R. Soares 58’ (aut.) Ewerton |

| Lisbona 6 febbraio 2016, ore 19:00 WET 21ª giornata | Sporting Lisbona               | 0 – 0 referto | Rio Ave | Estádio José Alvalade (39 721 spett.)\| Arbitro: \| Carlos Xistra (Castelo Branco) \| |
| Arbitro:                                            | Carlos Xistra (Castelo Branco) |               |         |                                                                                       |

| Arbitro: | Bruno Paixão (Setúbal) |

|  |           |                                                          |
|  | Marcatori | 3’, 86’ (rig.) Slimani 52’ (rig.) Adrien S. 63’ J. Mário |

| Arbitro: | Rui Costa (Porto) |

|                       |           |  |
| Ewerton 37’ Bryan 45’ | Marcatori |  |

| Guimarães 29 febbraio 2016, ore 20:00 WET 24ª giornata | Vitória Guimarães       | 0 – 0 referto | Sporting Lisbona | Estádio D. Afonso Henriques (19 924 spett.)\| Arbitro: \| Tiago Martins (Lisbona) \| |
| Arbitro:                                               | Tiago Martins (Lisbona) |               |                  |                                                                                      |

| Arbitro: | Soares Dias (Porto) |

|  |           |               |
|  | Marcatori | 20’ Mītroglou |

| Arbitro: | Manuel Mota (Braga) |

|                  |           |                 |
| Léo Bonatini 79’ | Marcatori | 5’, 45’ Slimani |

| Arbitro: | Manuel Oliveira (Porto) |

|                                          |           |          |
| Teo 15’, 45’ J. Mario 18’, 32’ Bryan 59’ | Marcatori | 67’ Gegé |

| Arbitro: | Tiago Martins (Lisbona) |

|                        |           |                                                   |
| Bakić 76’ T. Silva 89’ | Marcatori | 23’, 32’ (rig.) Slimani 54’ A. Silva 58’, 78’ Teo |

| Arbitro: | Nuno Almeida (Faro) |

|                                     |           |              |
| Teo 42’ W. Carvalho 53’ Slimani 76’ | Marcatori | 81’ Ġazaryan |

| Arbitro: | Bruno Paixão (Setúbal) |

|  |           |             |
|  | Marcatori | 16’ Slimani |

| Arbitro: | Rui Costa (Porto) |

|                     |           |  |
| Teo 7’ J. Mário 19’ | Marcatori |  |

| Arbitro: | Soares Dias (Porto) |

|                       |           |                               |
| H. Herrera 35’ (rig.) | Marcatori | 23’, 44’ Slimani 85’ B. César |

| Arbitro: | Tiago Martins (Lisbona) |

|                                              |           |  |
| G. Martins 25’, 55’ Teo 37’ Bryan 71’, 90+2’ | Marcatori |  |

| Arbitro: | Hugo Miguel (Lisbona) |

|  |           |                                    |
|  | Marcatori | 20’ Teo 32’ Slimani 71’, 80’ Bryan |

### Taça de Portugal
| Arbitro: | Sérgio Piscarreta (Algarve) |

|  |           |                                          |
|  | Marcatori | 12’, 16’ Matheus 41’ Paulista 77’ Gelson |

| Arbitro: | Manuel de Sousa (Porto) |

|                              |           |              |
| Adrien S. 45+2’ Slimani 112’ | Marcatori | 6’ Mītroglou |

| Arbitro: | Fábio Veríssimo (Leiria) |

|                                                      |           |                                       |
| W. Eduardo 42’ Alan 54’ M. Goiano 83’ Rui Fonte 111’ | Marcatori | 10’ Bryan 57’ Slimani 67’ W. Carvalho |

### Taça da Liga

#### Fase a gironi
| Arbitro: | Manuel Mota (Braga) |

|                                  |           |                 |
| Aquilani 8’ Gelson 52’ Bryan 72’ | Marcatori | 45+2’ Christian |

| Arbitro: | Manuel Oliveira (Porto) |

|                           |           |  |
| Ewerton 36’, 90+3’ (rig.) | Marcatori |  |

| Arbitro: | Fábio Veríssimo (Leiria) |

|  |           |               |
|  | Marcatori | 81’ Zeegelaar |

### Champions League

#### Spareggi
| Arbitro: | Çakir |

|                     |           |             |
| Teo 12’ Slimani 82’ | Marcatori | 40’ Doumbia |

| Arbitro: | Královec |

|                           |           |         |
| Doumbia 49’, 72’ Musa 85’ | Marcatori | 36’ Teo |

### Europa League

#### Fase a gironi
| Arbitro: | Schörgenhofer |

|             |           |                             |
| Montero 50’ | Marcatori | 12’, 56’ Samedov 65’ Niasse |

| Arbitro: | Tagliavento |

|          |           |           |
| Töre 61’ | Marcatori | 16’ Bryan |

| Arbitro: | Pisani |

|                                                                        |           |               |
| Aquilani 38’ (rig.) Montero 41’ (rig.) Matheus 64’, 77’ Figueiredo 69’ | Marcatori | 89’ Jashanica |

| Arbitro: | Tohver |

|                                  |           |  |
| Lilaj 15’, 19’ (rig.) Nimaga 55’ | Marcatori |  |

| Arbitro: | Mateu Lahoz |

|                         |           |                                              |
| Maicon 5’ Miranchuk 86’ | Marcatori | 20’ Montero 38’ Bryan 43’ Gelson 60’ Matheus |

| Arbitro: | Gräfe |

|                               |           |           |
| Slimani 67’ Bryan 72’ Teo 78’ | Marcatori | 58’ Gómez |

#### Fase a eliminazione diretta
| Arbitro: | Kuipers |

|  |           |               |
|  | Marcatori | 26’ Bellarabi |

| Arbitro: | Buquet |

|                                   |           |                |
| Bellarabi 30’, 65’ Çalhanoğlu 87’ | Marcatori | 38’ João Mário |

### Supertaça Cândido de Oliveira
| Arbitro: | Manuel de Sousa (Porto) |

|  |           |         |
|  | Marcatori | 53’ Teo |

## Statistiche

### Statistiche di squadra
| Competizione                  | Punti | In casa | In casa | In casa | In casa | In casa | In casa | In trasferta | In trasferta | In trasferta | In trasferta | In trasferta | In trasferta | Totale | Totale | Totale | Totale | Totale | Totale | DR  |
| Competizione                  | Punti | G       | V       | N       | P       | Gf      | Gs      | G            | V            | N            | P            | Gf           | Gs           | G      | V      | N      | P      | Gf     | Gs     | DR  |
| ----------------------------- | ----- | ------- | ------- | ------- | ------- | ------- | ------- | ------------ | ------------ | ------------ | ------------ | ------------ | ------------ | ------ | ------ | ------ | ------ | ------ | ------ | --- |
| Primeira Liga                 | 86    | 17      | 13      | 3       | 1       | 39      | 12      | 17           | 14           | 2            | 1            | 40           | 9            | 34     | 27     | 5      | 2      | 79     | 21     | +58 |
| Taça de Portugal              | -     | 1       | 1       | 0       | 0       | 2       | 1       | 2            | 1            | 0            | 1            | 7            | 4            | 3      | 2      | 0      | 1      | 9      | 5      | +4  |
| Taça da Liga                  | 6     | 1       | 1       | 0       | 0       | 3       | 1       | 2            | 1            | 0            | 1            | 1            | 2            | 3      | 2      | 0      | 1      | 4      | 3      | +1  |
| Champions League              | -     | 1       | 1       | 0       | 0       | 2       | 1       | 1            | 0            | 0            | 1            | 1            | 3            | 2      | 1      | 0      | 1      | 3      | 4      | -1  |
| Europa League                 | 10    | 4       | 2       | 0       | 2       | 9       | 6       | 4            | 1            | 1            | 2            | 6            | 9            | 8      | 3      | 1      | 4      | 15     | 15     | 0   |
| Supertaça Cândido de Oliveira | -     | -       | -       | -       | -       | -       | -       | -            | -            | -            | -            | -            | -            | 1      | 1      | 0      | 0      | 1      | 0      | +1  |
| Totale                        | 102   | 24      | 18      | 3       | 3       | 55      | 21      | 26           | 17           | 3            | 6            | 55           | 27           | 51     | 36     | 6      | 9      | 111    | 48     | +63 |

### Statistiche dei giocatori
In corsivo i calciatori che hanno lasciato il club a stagione in corso.
| Giocatore     | Primeira Liga | Primeira Liga | Primeira Liga | Primeira Liga | Taça de Portugal+ Taça da Liga | Taça de Portugal+ Taça da Liga | Taça de Portugal+ Taça da Liga | Taça de Portugal+ Taça da Liga | Champions League+ Europa League | Champions League+ Europa League | Champions League+ Europa League | Champions League+ Europa League | Supertaça | Supertaça | Supertaça   | Supertaça  | Totale   | Totale | Totale      | Totale     |
| Giocatore     | Presenze      | Reti          | Ammonizioni   | Espulsioni    | Presenze                       | Reti                           | Ammonizioni                    | Espulsioni                     | Presenze                        | Reti                            | Ammonizioni                     | Espulsioni                      | Presenze  | Reti      | Ammonizioni | Espulsioni | Presenze | Reti   | Ammonizioni | Espulsioni |
| ------------- | ------------- | ------------- | ------------- | ------------- | ------------------------------ | ------------------------------ | ------------------------------ | ------------------------------ | ------------------------------- | ------------------------------- | ------------------------------- | ------------------------------- | --------- | --------- | ----------- | ---------- | -------- | ------ | ----------- | ---------- |
| A. Aquilani   | 19            | 3             | 2             | 0             | 2+3                            | 0+1                            | 0+0                            | 0+0                            | 2+6                             | 0+1                             | 0+0                             | 0+0                             | 0         | 0         | 0           | 0          | 32       | 5      | 2           | 0          |
| H. Barcos     | 8             | 0             | 0             | 0             | -+-                            | -+-                            | -+-                            | -+-                            | -+0                             | -+0                             | -+0                             | -+0                             | -         | -         | -           | -          | 8        | 0      | 0           | 0          |
| M. Boeck      | 1             | -2            | 0             | 0             | 1+2                            | 0+-3                           | 0+1                            | 0+0                            | 0+2                             | 0+-4                            | 0+0                             | 0+0                             | 0         | 0         | 0           | 0          | 6        | -9     | 1           | 0          |
| A. Carrillo   | 4             | 1             | 1             | 0             | 0+0                            | 0+0                            | 0+0                            | 0+0                            | 2+0                             | 0+0                             | 0+0                             | 0+0                             | 1         | 0         | 1           | 0          | 7        | 1      | 2           | 0          |
| W. Carvalho   | 27            | 2             | 6             | 0             | 3+1                            | 1+0                            | 1+0                            | 0+0                            | 0+5                             | 0+0                             | 0+3                             | 0+0                             | 0         | 0         | 0           | 0          | 36       | 3      | 10          | 0          |
| B. César      | 16            | 4             | 2             | 0             | 0+1                            | 0+0                            | 0+0                            | 0+0                            | -+1                             | -+0                             | -+0                             | -+0                             | -         | -         | -           | -          | 18       | 4      | 2           | 0          |
| S. Coates     | 13            | 0             | 3             | 0             | -+-                            | -+-                            | -+-                            | -+-                            | -+1                             | -+0                             | -+0                             | -+0                             | -         | -         | -           | -          | 14       | 0      | 3           | 0          |
| R. Esgaio     | 8             | 0             | 1             | 0             | 1+1                            | 0+0                            | 0+1                            | 0+0                            | 0+3                             | 0+0                             | 0+1                             | 0+0                             | 0         | 0         | 0           | 0          | 13       | 0      | 3           | 0          |
| Ewerton       | 8             | 1             | 2             | 0             | 3+2                            | 0+0                            | 0+0                            | 0+0                            | 0+5                             | 0+0                             | 0+0                             | 0+0                             | 0         | 0         | 0           | 0          | 18       | 1      | 2           | 0          |
| T. Figueiredo | 1             | 0             | 0             | 0             | 1+0                            | 0+0                            | 0+0                            | 0+0                            | 0+4                             | 0+1                             | 0+2                             | 0+0                             | 0         | 0         | 0           | 0          | 6        | 1      | 2           | 0          |
| T. Gutiérrez  | 22            | 10            | 0             | 0             | 0+1                            | 0+0                            | 0+0                            | 0+0                            | 2+5                             | 2+1                             | 1+2                             | 0+0                             | 1         | 1         | 0           | 0          | 31       | 14     | 3           | 0          |
| Jefferson     | 18            | 0             | 2             | 0             | 2+1                            | 0+0                            | 1+0                            | 0+0                            | 1+4                             | 0+0                             | 1+0                             | 0+0                             | 1         | 0         | 0           | 0          | 27       | 0      | 4           | 0          |
| A. Jug        | 0             | 0             | 0             | 0             | 0+1                            | 0+0                            | 0+0                            | 0+0                            | 0+0                             | 0+0                             | 0+0                             | 0+0                             | 0         | 0         | 0           | 0          | 1        | 0      | 0           | 0          |
| C. Mané       | 11            | 1             | 0             | 0             | 1+2                            | 0+0                            | 0+0                            | 0+0                            | 2+6                             | 0+0                             | 0+0                             | 0+0                             | 1         | 0         | 0           | 0          | 23       | 1      | 0           | 0          |
| J. Mário      | 33            | 6             | 1             | 0             | 2+2                            | 0+0                            | 0+0                            | 0+0                            | 2+5                             | 0+1                             | 0+2                             | 1+0                             | 1         | 0         | 1           | 0          | 45       | 7      | 4           | 1          |
| A. Martins    | 1             | 0             | 0             | 0             | 1+2                            | 0+0                            | 0+0                            | 0+0                            | 0+3                             | 0+0                             | 0+0                             | 0+0                             | 0         | 0         | 0           | 0          | 7        | 0      | 0           | 0          |
| G. Martins    | 29            | 4             | 3             | 0             | 3+2                            | 1+1                            | 0+0                            | 0+0                            | 1+6                             | 0+1                             | 0+0                             | 0+0                             | 1         | 0         | 0           | 0          | 42       | 7      | 3           | 0          |
| F. Montero    | 13            | 3             | 0             | 0             | 2+3                            | 0+0                            | 1+1                            | 0+0                            | 1+5                             | 0+3                             | 0+0                             | 0+0                             | 0         | 0         | 0           | 0          | 24       | 6      | 2           | 0          |
| Naldo         | 18            | 0             | 2             | 1             | 1+1                            | 0+0                            | 0+0                            | 0+0                            | 2+4                             | 0+0                             | 0+0                             | 0+0                             | 1         | 0         | 0           | 0          | 27       | 0      | 2           | 1          |
| P. Oliveira   | 19            | 0             | 5             | 0             | 3+3                            | 0+0                            | 1+0                            | 0+0                            | 2+3                             | 0+0                             | 0+1                             | 0+0                             | 1         | 0         | 0           | 0          | 31       | 0      | 7           | 0          |
| R. Patrício   | 34            | -19           | 3             | 1             | 2+0                            | -5+0                           | 0+0                            | 0+0                            | 2+8                             | -4+-11                          | 0+0                             | 0+1                             | 1         | 0         | 0           | 0          | 47       | -39    | 3           | 2          |
| B. Paulista   | 1             | 0             | 0             | 0             | 1+0                            | 1+0                            | 1+0                            | 0+0                            | 0+2                             | 0+0                             | 0+0                             | 0+0                             | 0         | 0         | 0           | 0          | 4        | 1      | 1           | 0          |
| J. Pereira    | 19            | 0             | 1             | 1             | 3+0                            | 0+0                            | 1+0                            | 0+0                            | 2+5                             | 0+0                             | 1+1                             | 0+0                             | 1         | 0         | 1           | 0          | 30       | 0      | 5           | 1          |
| M. Pereira    | 8             | 0             | 0             | 0             | 2+3                            | 2+0                            | 0+0                            | 0+0                            | 0+5                             | 0+3                             | 0+0                             | 0+0                             | 0         | 0         | 0           | 0          | 18       | 5      | 0           | 0          |
| D. Podence    | 0             | 0             | 0             | 0             | -+1                            | -+0                            | -+0                            | -+0                            | -+0                             | -+0                             | -+0                             | -+0                             | -         | -         | -           | -          | 1        | 0      | 0           | 0          |
| B. Ruiz       | 34            | 8             | 2             | 0             | 2+1                            | 1+1                            | 1+0                            | 0+0                            | 2+6                             | 0+3                             | 0+0                             | 0+0                             | 1         | 0         | 0           | 0          | 46       | 13     | 3           | 0          |
| E. Schelotto  | 14            | 0             | 3             | 0             | 0+3                            | 0+0                            | 0+1                            | 0+0                            | -+0                             | -+0                             | -+0                             | -+0                             | -         | -         | -           | -          | 17       | 0      | 4           | 0          |
| R. Semedo     | 14            | 0             | 5             | 0             | -+-                            | -+-                            | -+-                            | -+-                            | -+1                             | -+0                             | -+0                             | -+1                             | -         | -         | -           | -          | 15       | 0      | 5           | 1          |
| A. Silva      | 29            | 8             | 12            | 1             | 2+1                            | 1+0                            | 1+1                            | 0+0                            | 2+6                             | 0+0                             | 0+2                             | 0+0                             | 1         | 0         | 1           | 0          | 41       | 9      | 17          | 1          |
| J. Silva      | 4             | 0             | 0             | 0             | 1+0                            | 0+0                            | 0+0                            | 0+0                            | 1+4                             | 0+0                             | 0+2                             | 0+0                             | 0         | 0         | 0           | 0          | 10       | 0      | 2           | 0          |
| I. Slimani    | 33            | 27            | 6             | 0             | 2+1                            | 2+0                            | 2+0                            | 0+0                            | 2+7                             | 1+1                             | 1+0                             | 0+0                             | 1         | 0         | 1           | 0          | 46       | 31     | 10          | 0          |
| J. Tanaka     | 3             | 0             | 0             | 0             | 1+2                            | 0+0                            | 0+0                            | 0+0                            | 0+1                             | 0+0                             | 0+0                             | 0+0                             | 0         | 0         | 0           | 0          | 7        | 0      | 0           | 0          |
| M. Zeegelaar  | 11            | 0             | 5             | 0             | -+2                            | -+1                            | -+1                            | -+0                            | -+0                             | -+0                             | -+0                             | -+0                             | -         | -         | -           | -          | 13       | 1      | 6           | 0          |